# Maša Haľamová
Máša Haľamová, de nom real Mária Pullmanová (28 d'agost de 1908, Blatnica, Txecoslovàquia - 17 de juliol de 1995, Bratislava) va ser una poeta eslovaca. És una de les poetes del segle XX més conegudes d'Eslovàquia, i es considera especialment representativa del període d'entreguerres en la literatura eslovaca.

## Biografia
Maša Haľamová va néixer Mária Pullmanová l'any 1908 a Blatnica, Eslovàquia. El seu pare, un comerciant de safrà, anava sovint viatjant a l'estranger per feina. Després de la mort prematura de la seva mare, va ser acollida per un de les seves professores que havia estat amiga de la seva mare.
Haľamová va anar a l'escola a Martin, Eslovàquia, i a Stara Pazova, a l'actual Sèrbia, i va acabar l'escola a Martin el 1925. Després de treballar a l'Institut de Cultura i Educació d'Adults de Bratislava, es va traslladar el 1926 a Nový Smokovec, una ciutat dels Alts Tatras, on va treballar en un sanatori. De 1929 a 1930, va deixar el país breument i va viure a París, on va estudiar francès.
Va passar 30 anys vivint als Alts Tatras, instal·lant-se a Štrbské Pleso amb el seu marit, el metge Ján Pullman. El temps que va passar a la regió muntanyosa va influir profundament en la seva obra com a poeta.
La prematura mort del seu marit va arribar el 1956, després de la qual cosa va deixar les muntanyes i es va traslladar de nou a Martin. Allà va treballar a l'editorial Osveta. Després va treballar per a una altra editorial, la Mladé letá de Bratislava, enfocada als joves, des de 1959 fins a la seva jubilació el 1973.
A més de la seva escriptura i el seu treball a les editorials, va traduir literatura, principalment per a nens, a l'eslovac del rus, el serbi lusàcia i el txec. També estava interessada en l'esquí, esdevenint l'àrbitre més jove al Campionat del Món d'esquí nòrdic de la FIS de 1935.
El 1983, Haľamová va rebre el títol d'artista nacional de Txecoslovàquia. Va morir el 1995 a Bratislava.

## Escriptora
Haľamová és considerada una de les poetes del segle XX més conegudes d'Eslovàquia, descrita per alguns crítics com la millor poeta del país de la primera meitat del segle xx.
Va començar publicant poesia a diverses revistes eslovaques, com Slovenských pohľadoch, Živene i Eláne. La seva primera col·lecció, Dar ("Regal"), va aparèixer el 1928. Aquest llibre, i la seva col·lecció posterior Červený mak, es consideren obres fonamentals del període d'entreguerres a Eslovàquia.
L'obra de Haľamová es caracteritza per formar part de l'onada modernista d'Eslovàquia, incorporant alguns elements de simbolisme. Sovint escrivia en vers lliure i ha estat descrita pels crítics com una "autèntica mestra del breu esbós poètic". La seva obra és extremadament emotiva, generalment senzilla i directa. Segons el crític literari Milan Pisut mostra una "fidelitat infantil a la vida". Els seus poemes sovint tracten sobre l'amor, la decepció i la passió. La seva poesia posterior també està profundament marcada per la mort prematura del seu marit, especialment la col·lecció de 1966 Smrť tvoju žijem. Alguns dels seus poemes d'amor més coneguts són "Rossa vermella", "Ballada", "La muntanya encantada" i "De maig". També va escriure sobre la natura, en particular dibuixant el seu temps vivint a les muntanyes dels Alts Tatra.
Haľamová es va inspirar en altres poetes eslovacs com Ivan Krasko i Jiří Wolker, de vegades fou acusada de seguir-los massa de prop.
A més de diverses col·leccions individuals, les seves obres col·leccionades es van publicar tres vegades amb el títol Básne ("Poemes"): el 1957, 1972 i 1978. També va escriure col·leccions de contes de fades i poemes per a nens.

## Obres
Poesia
- 1928: Dar (Un do)
- 1932: Červený mak
- 1966: Smrť tvoju žijem (vaig veure la teva mort)

Literatura juvenil
- 1957: Svrček a mravci
- 1962: Mechúrik Košťúrik s kamarátmi
- 1965: Petrišorka
- 1966: Hodinky
- 1976: O sýkorke z kokosového domčeka